# پینتزانو ال تالیامنتو
پینتزانو ال تالیامنتو (به ایتالیایی: Pinzano al Tagliamento) یک کومونه در ایتالیا است که در استان پوردنونه واقع شده‌است. پینتزانو ال تالیامنتو ۲۱٫۸ کیلومتر مربع مساحت و ۱٬۵۴۹ نفر جمعیت دارد و ۲۰۱ متر بالاتر از سطح دریا واقع شده‌است.